# Getto w Tuliszkowie
Getto w Tuliszkowie – getto żydowskie utworzone podczas II wojny światowej przez okupantów w Tuliszkowie.

## Historia
Pod koniec grudnia 1939 lub na początku stycznia 1940 roku w Tuliszkowie utworzono getto otwarte. Było to jedno z pierwszych gett w Kraju Warty. W getcie panowały trudne warunki bytowe, Niemcy odcięli dopływ prądu do budynków, a Żydzi stłoczeni byli na małym obszarze. Powołano także Judenrat i policję żydowską, w skład Judenratu weszli Eliezer Hertshik, Jakub Kopolski i dwóch policjantów.
Wiosną 1940 roku ponad 50 mężczyzn z getta zostało wysłanych na roboty przymusowe do Rawicza. Około 1 października 1940 roku (święto Jom Kipur) więźniowie getta zostali przesiedleni do nowoutworzonego getta wiejskiego w Czachulcu. Część żydowskich kobiet powróciło niedługo później do Tuliszkowa i próbowały ukrywać się wśród Polaków, większość z nich nie przeżyła jednak wojny.